# Saronebalia
Saronebalia is een geslacht van kreeftachtigen uit de klasse van de Malacostraca (hogere kreeftachtigen).

## Soort
- Saronebalia guanensis Haney & Martin, 2004